# Eiserne Nächte
Als Eiserne Nächte (meist im Plural gebraucht) werden in Norwegen und Schweden die ersten Frostnächte ab etwa Mitte August bezeichnet, die eine vielversprechende Ernte vernichten können und das Ende des Sommers bedeuten.
Beispielsweise gebraucht Knut Hamsun die Bezeichnung in seinem Roman Pan am Ende des 25. Kapitels.